# Crabtreeův katalyzátor
Crabtreeův katalyzátor je komplexní organická sloučenina iridia se vzorcem [C8H12IrP(C6H11)3C5H5N]PF6. Používá se jako homogenní katalyzátor hydrogenačních reakcí a reakcí s přesunem vodíku. Je komerčně dostupný a známý schopností řídit reakce ve prospěch trans-stereoselektivity vůči řídicí skupině.

## Struktura a příprava
Tento komplex má čtvercovou rovinnou molekulovou geometrii, jak se dá od d8 komplexu očekávat. Připravuje se z dimeru cyklooktadieniridiumchloridu.

## Reaktivita

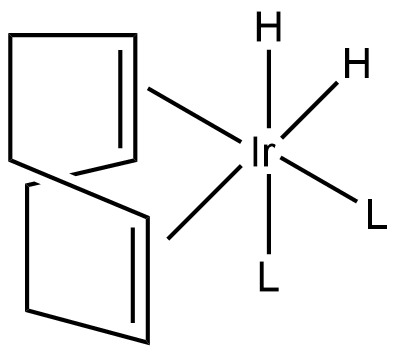
Crabtreeův katalyzátor pravděpodobně vytváří meziprodukty jako tento: cis-[IrH_{2}(cod)L_{2}] (náboj kationtu není znázorněn).

Crabtreeův katalyzátor je účinný při hydrogenacích mono-, di-, tri- a tetrasubstituovaných sloučenin. Zatímco Wilkinsonův a Schrockův–Osbornův katalyzátor nekatalyzují hydrogenace tetrasubstituovaných alkenů, tak Crabtreeův katalyzátor toho je schopen.
| Substrát              | Wilkinsonův katalyzátor | Schrockův–Osbornův katalyzátor | Crabtreeův katalyzátor |
| --------------------- | ----------------------- | ------------------------------ | ---------------------- |
| Hex-1-en              | 650                     | 4000                           | 6400                   |
| Cyklohexen            | 700                     | 10                             | 4500                   |
| 1-methylcyklohexen    | 13                      | —                              | 3800                   |
| 2,3-dimethyl-but-2-en | —                       | —                              | 4000                   |
Katalyzátor je účinný za pokojové teploty. Při reakci není třeba vysoušet rozpouštědlo nebo provádět deoxygenaci vodíku. Lze používat slabě zásadité skupiny, jako jsou estery, ale ne alkoholy nebo aminy. Katalyzátor je citlivý na nečistoty odštěpující protony.
Katalyzátor je nevratně deaktivován po přibližně 10 minutách, což se projeví žlutým zabarvením reakční směsi. Deaktivace je způsobována tvorbou dimerů skrz hydridové můstky. Z těchto důvodů se Crabtreeův katalyzátor obvykle používá v malých množstvích.

### Další katalytické využití
Kromě hydrogenačních reakcí lze Crabtreeův katalyzátor použít také u izomerizací a hydroborací alkenů.

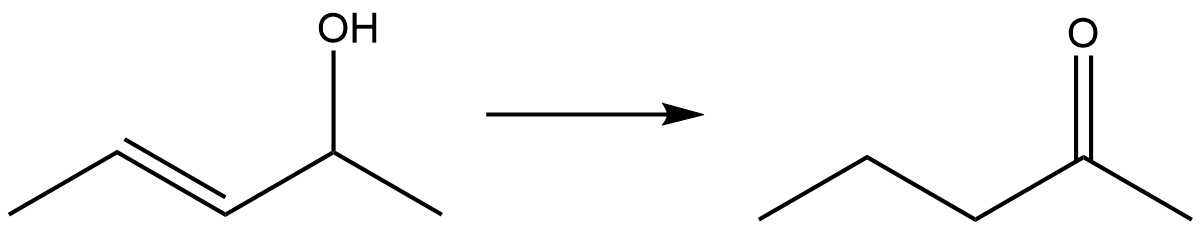
Příklad izomerizace s využitím Crabtreeova katalyzátoru; reakce má výtěžnost 98 % při reakční době 30 minut za pokojové teploty.

Crabtreeův katalyzátor se používá při reakcích vyměňujících izotopy, katalyzuje přímou záměnu protia za deuterium a tritium, bez tvorby meziproduktu.
Bylo zjištěno, že izotopová výměna za použití Crabtreeova katalyzátoru je velmi regioselektivní.

### Vliv řídicích skupin
Hydrogenace terpen-4-olů je možné použít jako příklady, jak mohou řídicí skupiny (zde –OH) zprostředkovávat diastereoselektivní hydrogenace. Při použití palladia na uhlíku v ethanolu je poměr produktů 20:80 ve prospěch cis izomeru (2B). S rozpouštědlem interaguje polární část molekuly (obsahující hydroxylovou skupinu), což je způsobeno mírnou haptofilitou, jevem, kdy se funkční skupina váže na povrch heterogenního katalyzátoru a ovlivňuje reakci.
V cyklohexanu je rozdělení produktů jiné, 53:47, protože se zde haptofilita nevyskytuje (na molekule cyklohexanu není žádná řídicí skupina). Slouží-li jako rozpouštědlo dichlormethan, tak je reakce posunuta zcela ve prospěch izomeru 2A. Tato selektivita je předvídatelná i prakticky využitelná.
Karbonylové skupiny také mohou řídit hydrogenace za použití Crabtreeova katalyzátoru k vysoké regioselektivitě.
Řídicí efekt způsobující stereoselektivitu hydrogenace terpen-4-olu za přítomnosti Crabtreeova katalyzátoru je zobrazen níže.

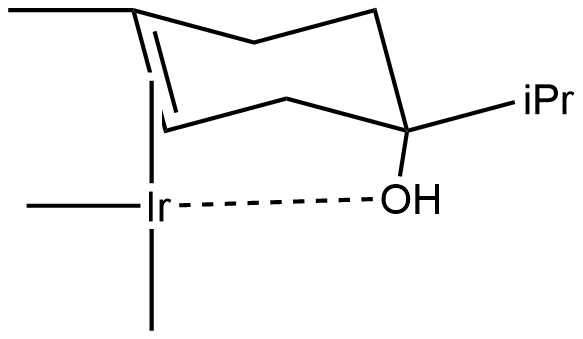
Vliv –OH skupiny na diastereoselektivitu hydrogenací pomocí Crabtreeova katalyzátoru; vodík se navazuje ve směru atomu iridia, což vede k výše zobrazené reaktivitě. Další ligandy na katalyzátoru nejsou zobrazeny.

## Historie
Crabtree se studentem Georgem Morrisem objevili tento katalyzátor v 70. letech 20. století při práci na iridiových analozích Wilkinsonových rhodiových katalyzátorů na Institut de Chimie des Substances Naturelles v Gif-sur-Yvette nedaleko Paříže.
Předchozími katalyzátory hydrogenací byly například Wilkinsonovy katalyzátory a kationtové rhodné komplexy se dvěma fosfinovými skupinami, které vyvinuli J. A. Osborn a R. Schrock.
Tyto katalyzátory zprostředkovávají hydrogenace skrze odštepování skupin atomů; po adici vodíku na kov se rozpouštědlo nebo fosfinová skupina oddělí od rhodia a alken, který má být hydrogenován, tak může získat přístup k aktivnímu místu. Toto odštěpení probíhá u komplexů rhodia rychle, ovšem téměř se neobjevuje v komplexech iridia.
Z tohoto důvodu byl výzkum soustředěn především na sloučeniny rhodia místo na přechodné kovy třetí řady, jako je iridium. Wilkinson, Osborn a Schrock také jako jediní použili koordinující rozpouštědla.
Crabtree zjistil, že k disociaci ligand u nedochází při heterogenní katalýze, a navrhl, že se tak jedná o omezující krok u homogenní katalýzy. Hledal katalyzátor, který „nevratně vytváří aktivní místa u nekoordinujících rozpouštědel“, což vedlo k objevu Crabtreeova katalyzátoru a použití dichlormethanu (CH2Cl2) jako rozpouštědla.